# As-Safira (okrug)
Okrug as-Safira (ar. منطقة السفيرة) je okrug u sirijskoj pokrajini Alep. Po popisu iz 2004. (prije rata), okrug je imao 178.293 stanovnika. Administrativno sjedište je u naselju as-Safira.

## Nahije
Okrug je podijeljen u nahije (broj stanovnika se odnosi na popis iz 2004.):
| Poštanski kod | Ime               | Područje [km²] | Broj stanovnika | Sjedište  |
| ------------- | ----------------- | -------------- | --------------- | --------- |
| SY020700      | as-Safira         | 846,37         | 132.658         | as-Safira |
|               | Tell Aran nahija) | 846,37         | 132.658         | Tell Aran |
| SY020701      | Khanasir nahija)  | 1603,98        | 17.618          | Khanasir  |
| SY020702      | Banan nahija)     | 140,06         | 17.193          | Banan     |
| SY020703      | al-Hajib nahija)  | 260,16         | 10.408          | al-Hajib  |

Godine 2009., sjeverozapadni dio kurdskog grada Tell Aran je izdvojen iz nahije al-Safira u novu nahiju Tell Aran.